# Chiesa di Santa Maria della Catena (Palermo)
La chiesa di Santa Maria della Catena, dedicata alla Madonna della Catena, è un luogo di culto cattolico in stile gotico-catalano che si trova nei pressi della Cala a Palermo. Il tempio è particolarmente conosciuto poiché al suo interno ingloba come campata laterale la cappella preesistente in cui nel 1392 si è compiuto, secondo la tradizione, il "miracolo dei tre condannati", a cui è legata la diffusione della devozione alla "Madonna della Catena", che dà il nome alla chiesa.

## Storia
La Chiesa di Santa Maria della Catena sorge ai confini del quartiere medievale Cala. In esso si trovava l’antico porto commerciale di Palermo che era chiuso, per questioni di sicurezza, da una lunga e massiccia catena, di cui si fa menzione nei registri del senato Messinese già nel 1326, come riporta Gaspare Palermo. Sul luogo in cui si attaccava l'estremità destra di questa catena (quella sinistra era attaccata al perduto e non ancora del tutto individuato Castello a Mare), sorgeva una piccola chiesetta, in cui si venerava una immagine della Madonna detta Vergine del Porto.
La prima documentazione dell'esistenza in loco di tale chiesetta è un privilegio concesso da Federico III di Sicilia risalente al 1330 in cui si cita questo edificio, senza però riportare la data della sua costruzione.
Secondo la tradizione, riportata da numerosi autori di storia locale, questa piccola chiesa fu teatro di un evento prodigioso nell'Agosto 1392: la liberazione miracolosa di tre condannati a morte, la cui esecuzione era stata rimandata per lo scoppiare di una violenta tempesta che costrinse le aurorità a riparare i rei nella cappella, legandoli con robuste catene, poi infrante dall'intercessione della Vergine.
Secondo il racconto del prodigio degli storici Mongitore e Pirri, regnando in Sicilia Martino I (1385-1409), tre giovani innocenti furono condannati alla forca in Palermo.
Nel giorno dell'esecuzione i condannati furono condotti a piazza Marina, dove erano alzate le forche. Ma, poco prima di salire sul palco, si scatenò un uragano sconvolgente. I gendarmi con i condannati, si rifugiarono nella chiesetta di Santa Maria del Porto, presso il mare, in attesa della fine del temporale, che si protrasse molto a lungo nella notte. Non essendosi potuti trasferire i condannati nel carcere, insieme alle guardie, essi passarono la notte nella chiesetta, legati l'un l'altro a doppie catene, dopo che la chiusura della porta era stata assicurata. Così l'esecuzione veniva rimandata al domani. Le guardie dormivano, ma i condannati pregavano. Coscienti della propria innocenza, essi avevano veduto nel temporale e nel loro rifugio in chiesa un auspicio di salvezza. Presso l'altare, su cui si ergeva una immagine della Vergine Maria, palpitava una lampada come una speranza.
I tre poveretti, vi si trascinarono presso, col cuore sulle labbra, e pregarono la Vergine Santa, perché facesse conoscere la loro innocenza. Ad un certo momento sentirono spezzarsi le loro catene, senza che facessero rumore alcuno, e parve loro sentire una voce proveniente dall'immagine: "Andetevene in libertà e non temete cosa alcuna: il Divino Infante che tengo tra le braccia ha già accolto le vostre preghiere e vi ha concesso la vita". Così, avviandosi velocemente verso l'uscita, videro la porta spalancata. Già sorgeva il giorno. Furono però raggiunti dalle guardie, che li avrebbero incatenati di nuovo, se non fosse intervenuto il popolo, che di nuovo affollava la piazza. E fu il popolo ad appellarsi al re, che di fronte allo straordinario prodigio, li dichiarò liberi.
Il re e la regina furono i primi a portarsi alla chiesetta del prodigio per vedere le catene spezzate e rendere commosso omaggio a Maria. Da quel giorno fu un continuo pellegrinare di palermitani e di fedeli dei paesi vicini.
La tradizione di questo evento prodigioso, che il Mongitore data al 23 agosto 1392 (giudicando un errore la data del 13 agosto segnata nell' iscrizione marmorea), fece diffondere il titolo di "Madonna della Catena"; secondo la maggioranza degli autori riportati dal Mongitore questo titolo mariano nacque proprio dall'evento prodigioso, mentre secondo altri autori è probabile che si usasse già prima in Palermo ma in senso geografico, cioè per indicare la chiesetta del porto, a motivo della catena che vi era attaccata; fatto sta che, ad ogni modo, è solo in seguito e in relazione all'evento miracoloso che il titolo di Madonna della Catena - assumendo il significato di "Vergine potente liberatrice" - si affermò e si diffuse rapidamente, non soltanto in Palermo bensì in tutti i luoghi della Sicilia, della Calabria e non solo, come testimonia ad esempio un polittico realizzato a Taormina nel 1504, segno che già nel Quattrocento (cioè pochi decenni dopo la data dal prodigio) anche in quei luoghi la notizia del miracolo doveva essere conosciuta, anche se oggi disponiamo solo di cronache un po' più tardive.
Da tutta l'isola cominciarono infatti ad arrivare pellegrini portando doni che costituivano il tesoro per permettere la costruzione di una chiesa più grande, e secondo Gaspare Palermo è probabile che anche il Re Martino e la regina Maria abbiano contribuito allo scopo con le loro regali elargizioni.
La costruzione del grande tempio fu progettata e finalmente iniziata nel centenario del miracolo dall'architetto Matteo Carnilivari (Noto, prima metà del XV secolo - 1506) e giunse al termine sotto la direzione degli architetti Scaglione e Belguardo intorno al 1520.
Il nuovo edificio, insigne capolavoro dell'architettura gotico-siciliana, ingloba al suo interno la chiesetta precedente, teatro del prodigio, che costituisce una cappella laterale della chiesa attuale.
Il tempio, con la particolare devozione alla Madonna della Catena perpetuata al suo interno, fu molto caro a diversi nobili e personaggi importanti nel corso dei secoli; è documentata la visita della regina Giovanna di Napoli durante un soggiorno nella capitale; tra il 1535 e il 1546 il Viceré di Sicilia Ferrante I Gonzaga e tutta la famiglia prediligevano la chiesa e la venerata immagine; nel 1581 il Viceré di Sicilia Marcantonio Colonna, col prolungamento del Cassaro, inserisce a pieno titolo il luogo di culto nel circuito dei monumenti insigni cittadini. Attraverso la monumentale Porta Felice, il nome in omaggio alla consorte, valorizza quella zona portuale della Cala fiancheggiata dalla «Strada Colonna», l'attuale Foro Italico. Nel 1602 la gestione della Chiesa è affidata ai Padri Teatini, giunti da Napoli due anni prima, che sono temporaneamente ospitati presso il convento dei domenicani e in séguito presso la Casa della Congregazione dell'Oratorio di San Filippo Neri all'Olivella.
Sempre nel 1602, annessa alla chiesa vi è la casa conventuale, che nel 1844 è sede dell'Archivio di Stato.
Tra il 1884 e il 1891 la parte sinistra della chiesa subisce un ripristino a opera dell'architetto Giuseppe Patricolo, i cui interventi tendono a eliminare tutte le forzature barocche operate negli ultimi secoli.
Nel 1990 la Chiesa è sottoposta a restauro.
Ancora oggi, anche se l'evoluzione di Palermo ha in parte cambiato l'assetto della Cala, la chiesa della Madonna della Catena continua a valorizzare la vista di quello che Goethe definì il promontorio più bello del mondo.

## Architettura
Dal punto di vista architettonico l'opera è forse l'esempio più significativo del maturare di un'interpretazione locale del Rinascimento nell'architettura siciliana e palermitana in particolare, con un connubio d'elementi tardo rinascimentali e gotico-catalani, la sua costruzione fu progettata e iniziata intorno al 1492 dall'architetto Matteo Carnilivari e giunse al termine sotto la direzione degli architetti Scaglione e Belguardo intorno al 1520.

### Esterno

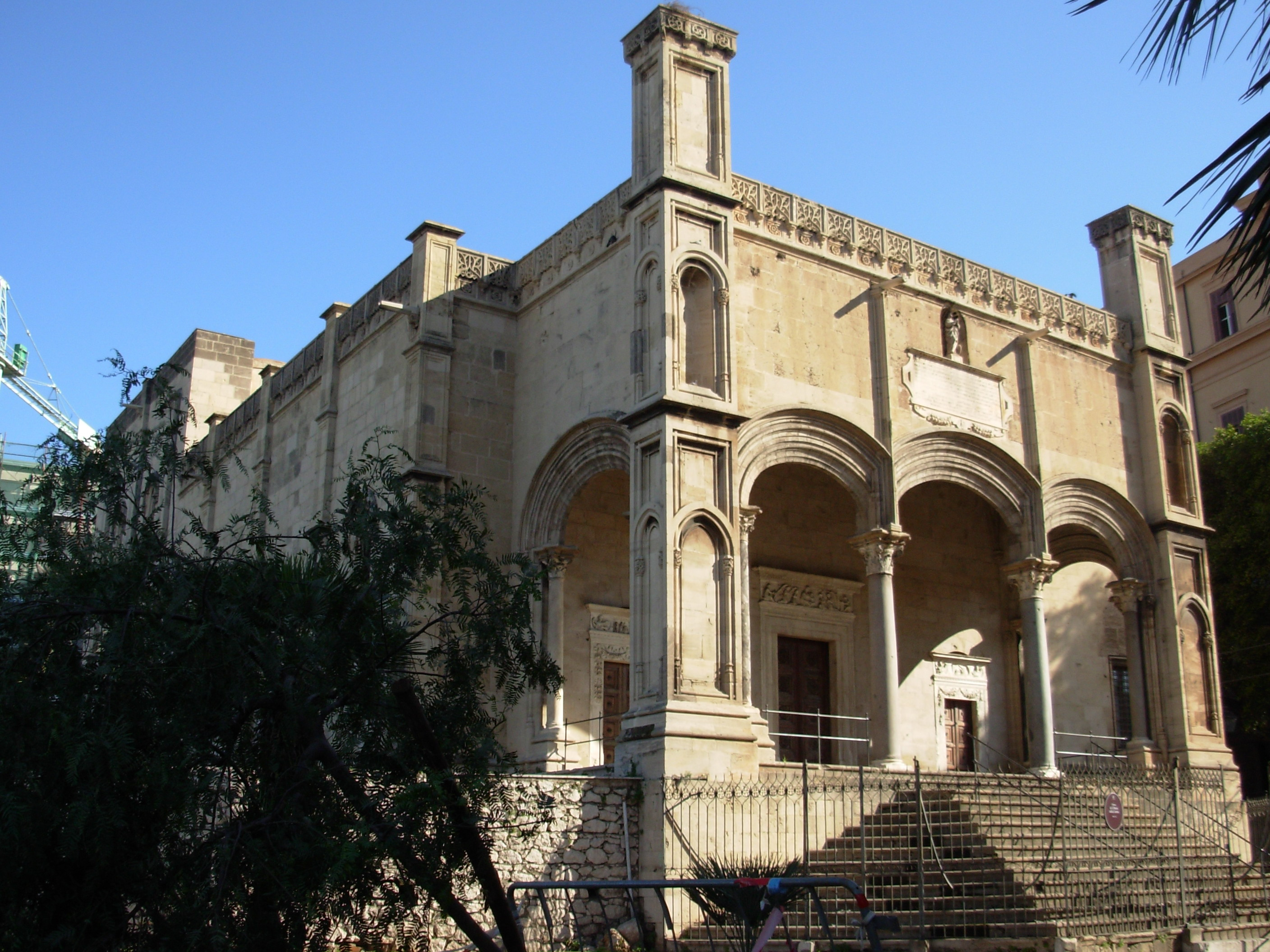
Il Portale.

All'esterno si nota una medesima impostazione, con le lesene che percorrono le mura perimetrali e il portico tripartito da archi catalani, come le navate, in cima a una scalinata (inizialmente a due rampe, ampliata nel 1845). Le colonne, in una ricerca anticlassica, appaiono sproporzionate e mortificate dall'esuberanza degli archi con le nervature policrome, dalle fantasiose reinterpretazioni dei capitelli ionici e dagli apparati scultorei minori. Le bifore sono ornatissime e la zona absidale è caratterizzata da un complesso gioco di spazi a base ottagonale, coordinati dalla concezione unitaria. I famosi scultori palermitani Giacomo e Vincenzo Gagini sono gli autori dei capitelli, delle colonne e dei portali d'ingresso in marmo di Carrara.
Sugli architravi sovrastanti i tre portali sono scolpite tre sacre scene: quella centrale raffigura la Madonna con Gesù Bambino che gioca con una catena tra angeli e i Santi Marco e Giovanni; quelle laterali presentano la Natività e l’Adorazione dei Magi tra Re e profeti che reggono cartigli recanti iscrizioni riguardanti la nascita del Messia.
Infine, sul prospetto della loggia, in cima alla facciata, è collocata una lastra marmorea con un'iscrizione di Antonio Veneziano dedicata alla "Santa Patrona Cristina" e alla "Divina Maria della Catena" in segno di gratitudine per la grazia ricevuta quando nel 1592, nel corso della carestia che imperversava, per intercessione della Vergine e di santa Cristina una nave carica di frumento fece scalo inaspettatamente in città, sfamando così i suoi abitanti; tale evento è ricordato come "miracolo di santa Cristina", la cui statua in marmo è collocata sopra l'iscrizione.

### Interno

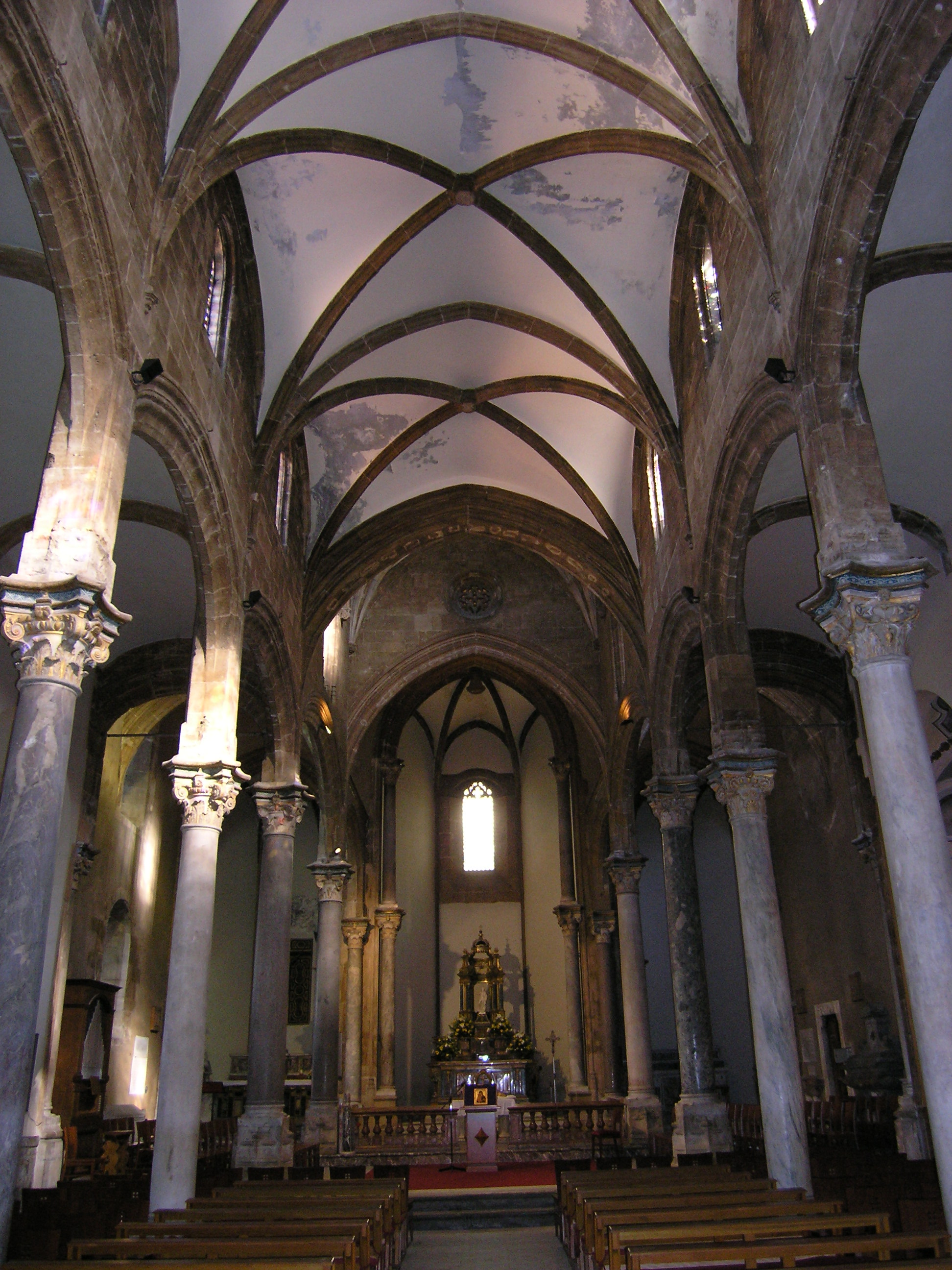
Interno.

L'architettura della chiesa è caratterizzata da una serrata correlazione tra interno ed esterno. All'interno tre navate sono separate da tozze colonne rinforzate da pilastri rettangolari, che reggono gli archi catalani (ribassati) della volta intervallati da archi ogivali di traverso.
Gli affreschi della controfacciata, della volta e del cappellone sono opere di Olivio Sozzi. Il tempio custodisce sul pavimento e addossati alle pareti, numeroso monumenti funebri e lapidi. Vi sono custoditi un sarcofago romano del I secolo d. C., la tomba di Lucca Palici moglie di Giovanni Chiaramonte, esponenti di famiglie potenti dell'epoca medioevale. Sono documentati i sepolcri della famiglia Colnago.

#### Navata destra

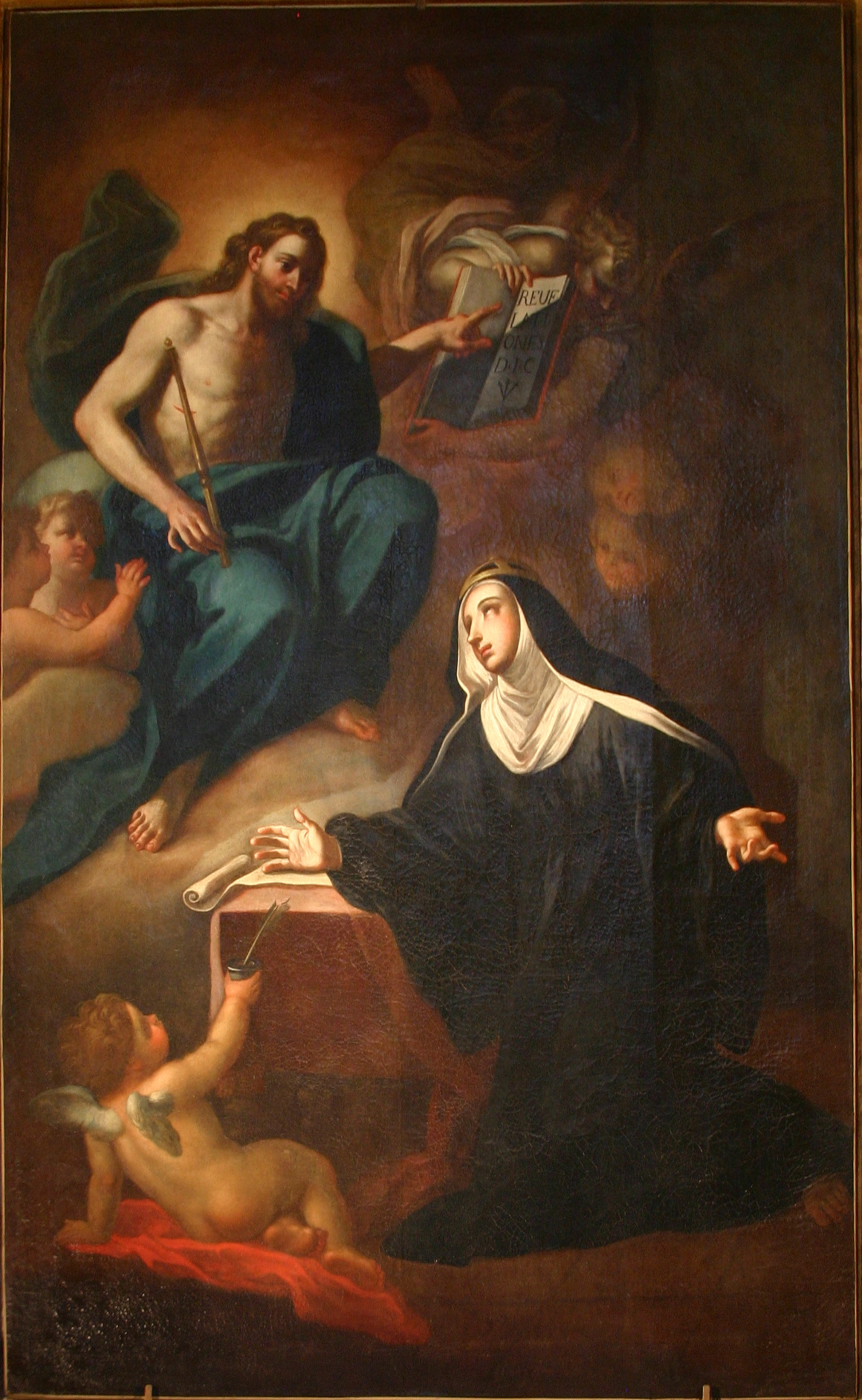
Santa Brigida in gloria

- Prima campata: Cappella di Santa Brigida. Santa Brigida in gloria Al centro dell'altare la tela di pittore ignoto del XVII secolo, da alcuni attribuita ad Andrea Carrera (o Carreca), che raffigura Santa Brigida in gloria, opera restaurata nel 2013, mentre ai lati e sul soffitto sono presenti degli affreschi risalenti al XVIII secolo di Olivio Sozzi raffiguranti da sinistra la Vergine che incorona Santa Brigida, Santa Brigida in gloria e Cristo che le mostra il suo costato insanguinato.[13]

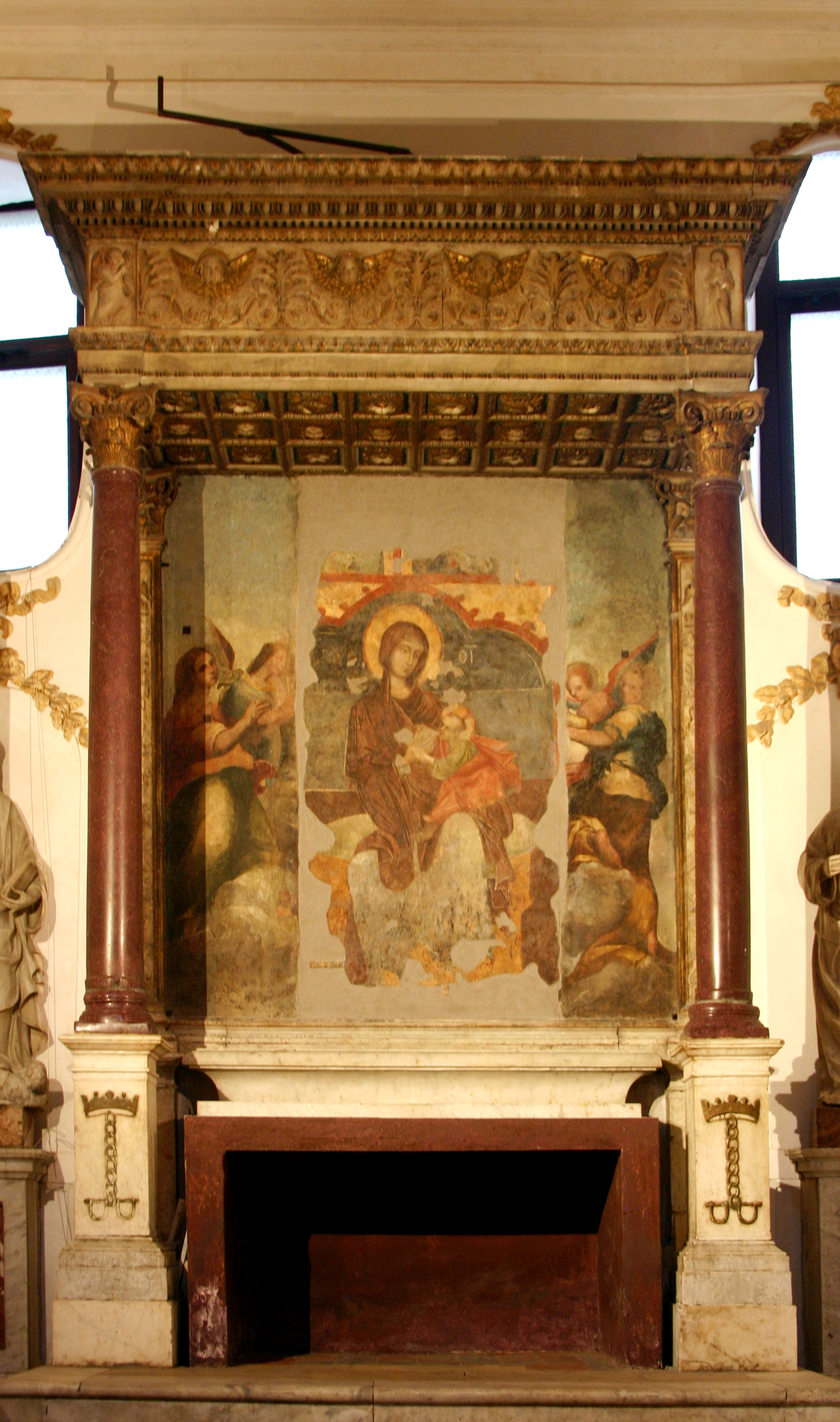
Cappella di Santa Maria della Catena, l'affresco del prodigio.

- Seconda campata: Cappella della Madonna della Catena.[3][13][14] È la cappella più grande e rappresenta il nucleo più antico e importante dell'edificio, il vero cuore pulsante della chiesa; questa cappella infatti è proprio l'antica chiesetta della "Madonna del porto" documentata già nel 1330 e poi inglobata (senza essere demolita) nell'edificio cinquecentesco e arricchita di preziose decorazioni; in essa si può dunque vedere l'antico ingresso della chiesetta - che oggi dà accesso a un'ex-cappella votiva - il quale secondo l'antica tradizione è stato varcato nel 1392 dai tre condannati; ma soprattutto, ovviamente, si può osservare e venerare l'antico affresco della Madonna che, secondo la tradizione, compì il miracolo facendo sciogliere le catene dei tre rei e facendo udire loro la sua voce, motivo da cui deriva il nome di "Madonna della Catena".Cappella di Santa Maria della Catena, l'affresco del prodigio. Il prodigioso affresco è di autore ignoto e risale indubbiamente al XIV secolo, legato alla tradizione greco-bizantina; è incorniciato da un baldacchino con colonne in alabastro, sui cui pilastrini o basamenti sono presenti i simboli reali e i ceppi con catene relativi all'evento miracoloso.[13] Raffigura la "Vergine delle grazie", cioè la Madonna mentre allatta il Bambino, e caratteristica di questo dipinto è proprio l’aspetto del Bambino che - secondo i canoni tipici delle iconografie di ispirazione bizantina - è rappresentato con sembianze adulte; questo perché nella cultura liturgica bizantina si riteneva che Gesù fosse stato sempre saggio e maturo, già sin da bambino, come la testolina semi calva con incipienti stempiature intende suggerire. A partire dal XVI-XVII secolo il prodigioso affresco trecentesco è stato nascosto alla vista dei fedeli attraverso la sovrapposizione di un altro affresco, sempre a tema mariano; tale copertura è stata applicata con grande probabilità nel periodo successivo al Concilio di Trento (1545-1563), forse perché l'immagine prodigiosa non era stata ritenuta conforme ai canoni del Concilio in quanto rappresentava la Vergine con il seno nudo (alcune porzioni di questa copertura si possono ancora vedere ai lati dell'immagine, come testimonianza storica). L'affresco è stato invece riportato alla luce, soltanto durante i restauri del 1990, che hanno consentito a fedeli e visitatori, di poter riabbracciare, dopo diversi secoli, quell'antica immagine tanto cara alla devozione popolare. Ai quattro angoli della cappella sono collocate le statue di quattro sante, delle quali due patrone cittadine: Santa Margherita a sinistra dell'altare, Santa Ninfa a destra, Santa Barbara a sinistra davanti all'affresco e Santa Oliva a destra. Tali statue sono attribuite ad Antonino e Giacomo Gagini, figli di Antonello (1478-1536) e facevano parte di un complesso scultoreo realizzato a spese del senato palermitano intorno al 1540. Infine, gli affreschi presenti nella cappella raffigurano la Pentecoste, la Morte della Vergine, la Trinità e il Miracolo dei prigionieri, tutti risalenti al XVIII sec. e realizzati da Olivio Sozzi (Catania, 1690 - Ispica, 1765).[10]  Ancora oggi questo piccolo "scrigno nello scrigno", conservando viva la memoria dell'evento prodigioso, è ogni anno meta privilegiata di diversi pellegrinaggi da tutta la Sicilia e non solo.

- Terza campata: Cappella della Madonna delle Grazie. Sull'altare si trovano incastonate statue e bassorilievi marmorei del XVI secolo opere di Vincenzo e Antonello Gagini rappresentanti la Natività con adorazione dei Magi. Della stessa bottega anche l'altare marmoreo con il rilievo della Crocifissione sul Golgota.[14] Sulla predella sono presenti i rilievi La consegna della chiavi a Pietro a sinistra, La conversione di Paolo a destra.[10] Di scuola gaginiana anche l'edicola con l'Incoronazione della Vergine proveniente dalla demolita chiesa di San Nicolò alla Kalsa danneggiata dal terremoto del 1823. Realizzate nella seconda metà del '700 le cornici, i puttini e gli stucchi. Di questo periodo anche gli affreschi di Olivio Sozzi che raffigurano sulla pareti i due santi Pietro e Paolo e sulla volta il Cristo benedicente.
- Quarta campata: Cappella della Natività.[13] Sull'altare è presente il dipinto della Natività con adorazione dei Pastori, tela dei primi anni del XVII secolo di autore ignoto.[13] Sulle pareti laterali La strage degli innocenti, sul lato opposto la raffigurazione della Circoncisione di Cristo, rara espressione di rito ebraico all'interno di un contesto cattolico.
- Quinta campata: contiene sarcofagi e lapidi di monumenti sepolcrali.
- Sesta campata: è il varco alla sacrestia.

#### Navata sinistra
- Prima campata: Cappella di San Gregorio. Sull'altare è documentato il quadro raffigurante San Gregorio Taumaturgo opera di Olivio Sozzi.[3][13]
- Seconda campata: è l'accesso laterale sinistro. L'ambiente presenta le sepolture delle famiglie Morso e Firmatura.[14]
- Terza campata: Cappella di Sant'Andrea Avellino. Sull'altare è documentato il quadro raffigurante Sant'Andrea Avellino opera di Andrea Carreca.[3][11][14]
- Quarta campata: Cappella di San Gaetano. Sull'altare è documentato il quadro raffigurante San Gaetano opera di Pietro Novelli.[3][11][14]
- Quinta campata: al suo interno si trova l'organo.
- Sesta campata: contiene sarcofagi e lapidi di monumenti sepolcrali.

#### Transetto
- Absidiola destra: custodisce una mensa in marmi policromi e un altarino laterale. In questa navata sono documentate la Cappella di San Giuseppe con le sepolture dei componenti della famiglia Lo Monaco[13] e la primitiva cappella dedicata al Beato Giuseppe Maria dei duchi di Palma e principe dei Tomasi di Lampedusa, cardinale.[13]

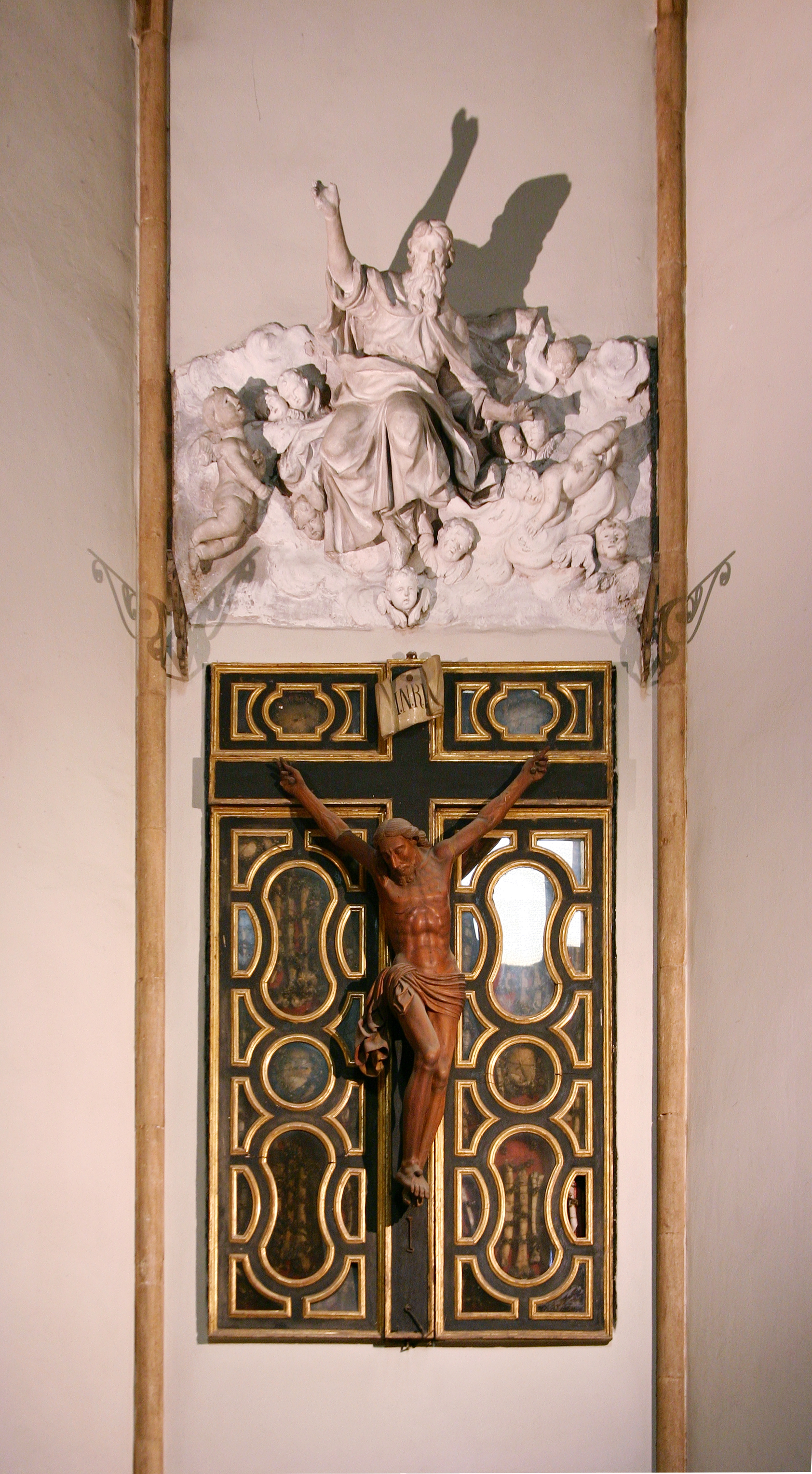
Cappella del Santissimo Crocifisso.

- Absidiola sinistra: Cappella del Santissimo Crocifisso. Cappella del Santissimo Crocifisso.Conserva un Crocifisso posizionato su reliquiario sormontato da una scultura raffigurante Dio Onnipotente in Gloria. Nell'ambiente sono presenti le sepolture dei componenti della famiglia Morso provenienti dal cappellone di cui detenevano il patrocinio.[14]
- Abside centrale: si trovano l'altare maggiore, un manufatto in marmi policromi con sopraelevazione riproducente un tempio colonnato di stile classico e baldacchino con cupola sommitale di gusto barocco, all'interno il manufatto custodisce una statua marmorea. L'area del presbiterio è recintata da balaustre.

## Casa dei Padri Teatini
- 1601, Casa dei Padri Teatini.[3][15]
- 1812, Destinata a Ospedale per le truppe britanniche è abbandonata dai Teatini che si insediano nella futura chiesa di San Giuseppe dei Teatini[8]
- 1814 - 1824 - 1843, Destinazione come Archivio di Stato sede della «Catena».[3] Correlazione con l'Archivio di Stato sede della «Gancia».

Chiostro con impianto quadrato ubicato al levante in prossimità dell'abside con tre luci per lato.

## Confraternita della Madonna della Catena
- 1513, Fondazione della Confraternita della Madonna della Catena.

## Galleria d'immagini

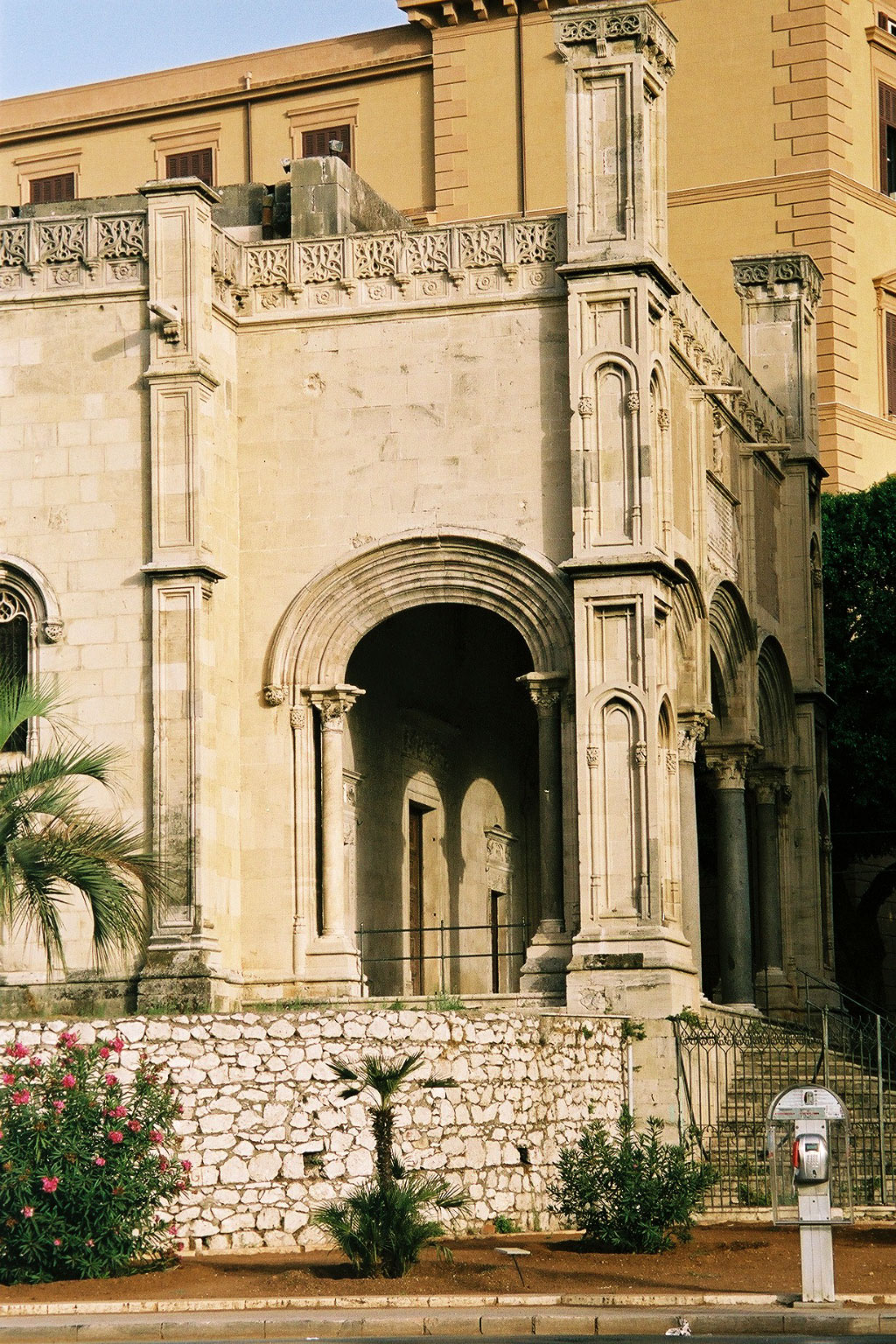
Il portico
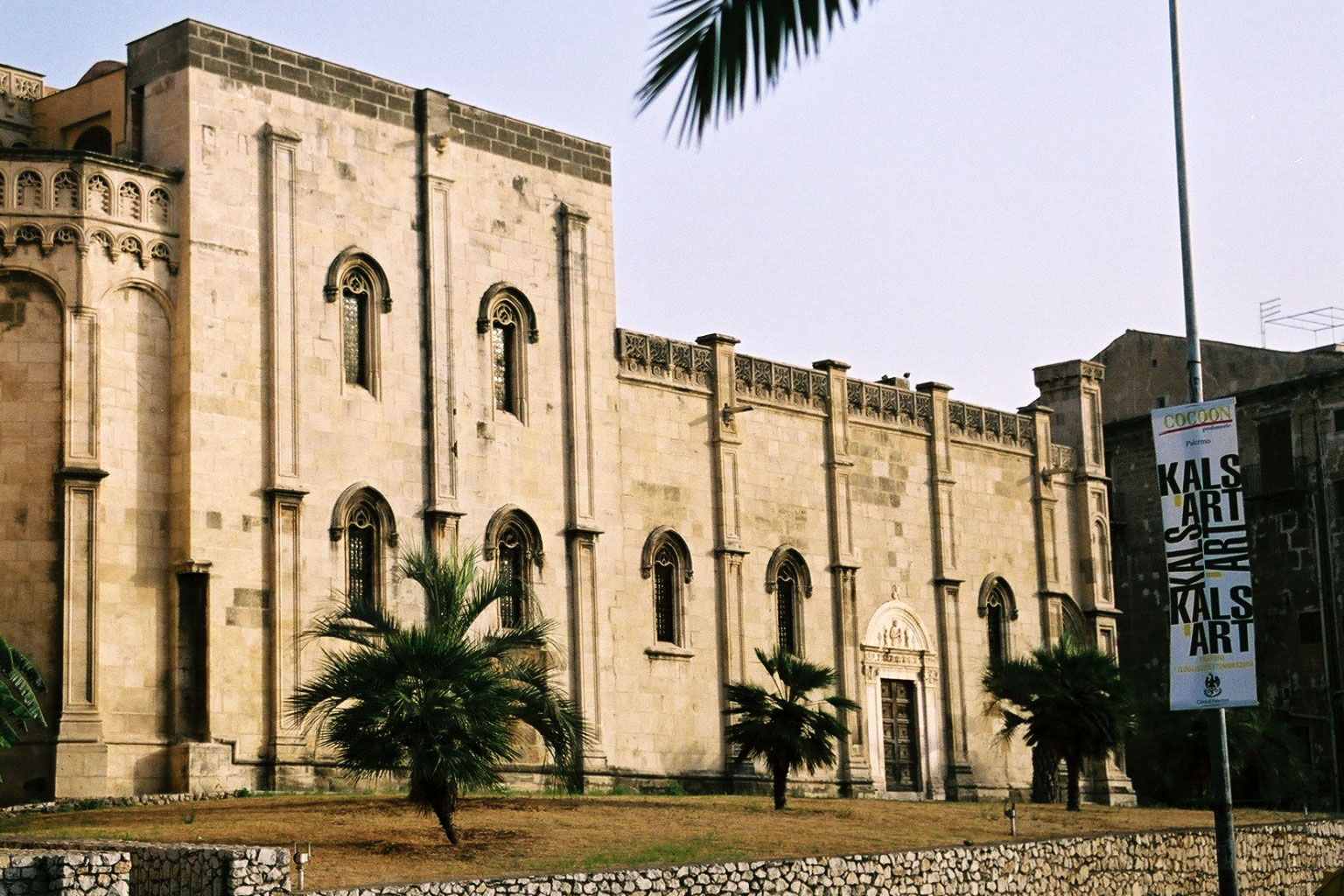
Il prospetto settentrionale
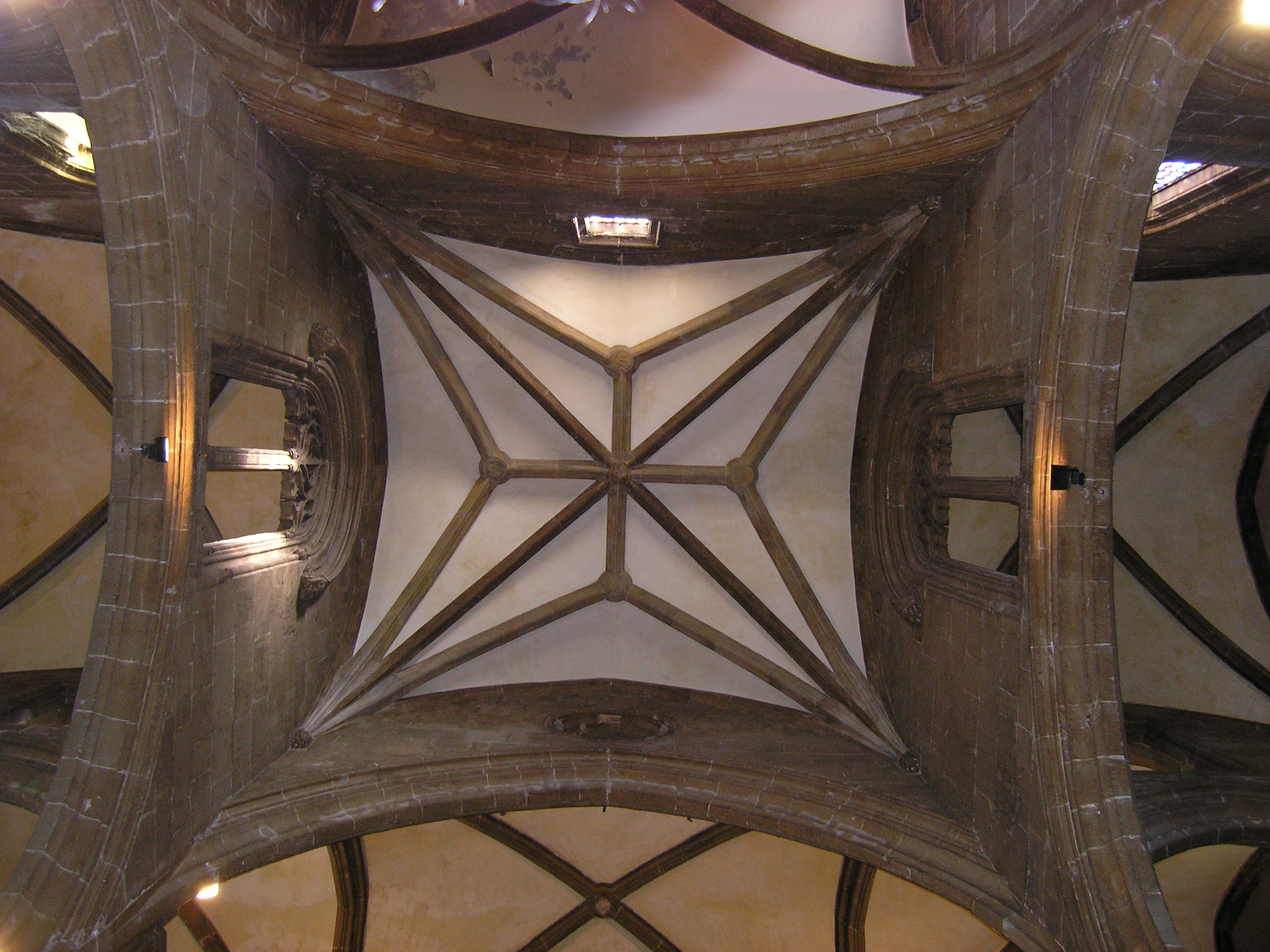
L'incrocio del transetto
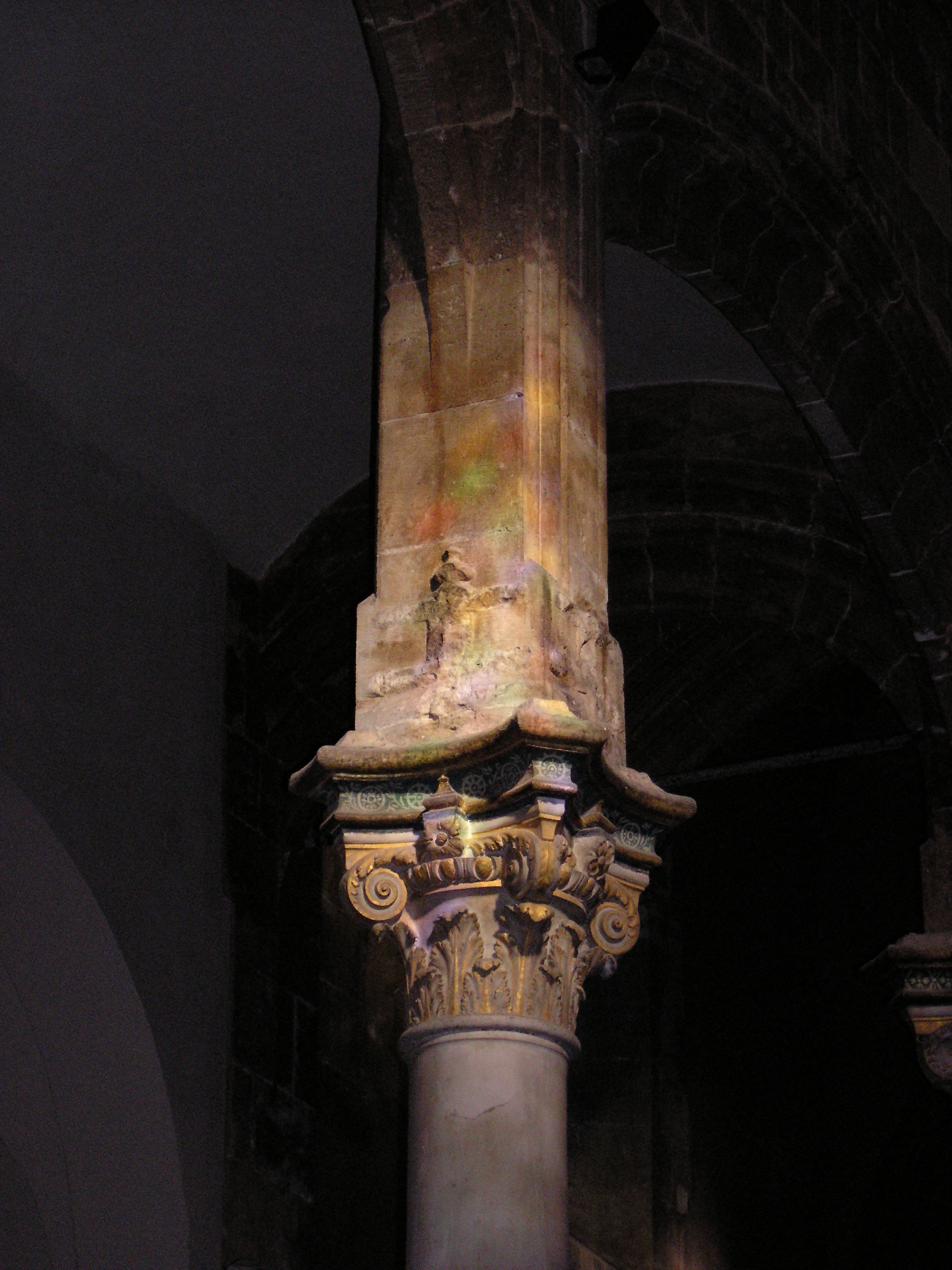
Capitello
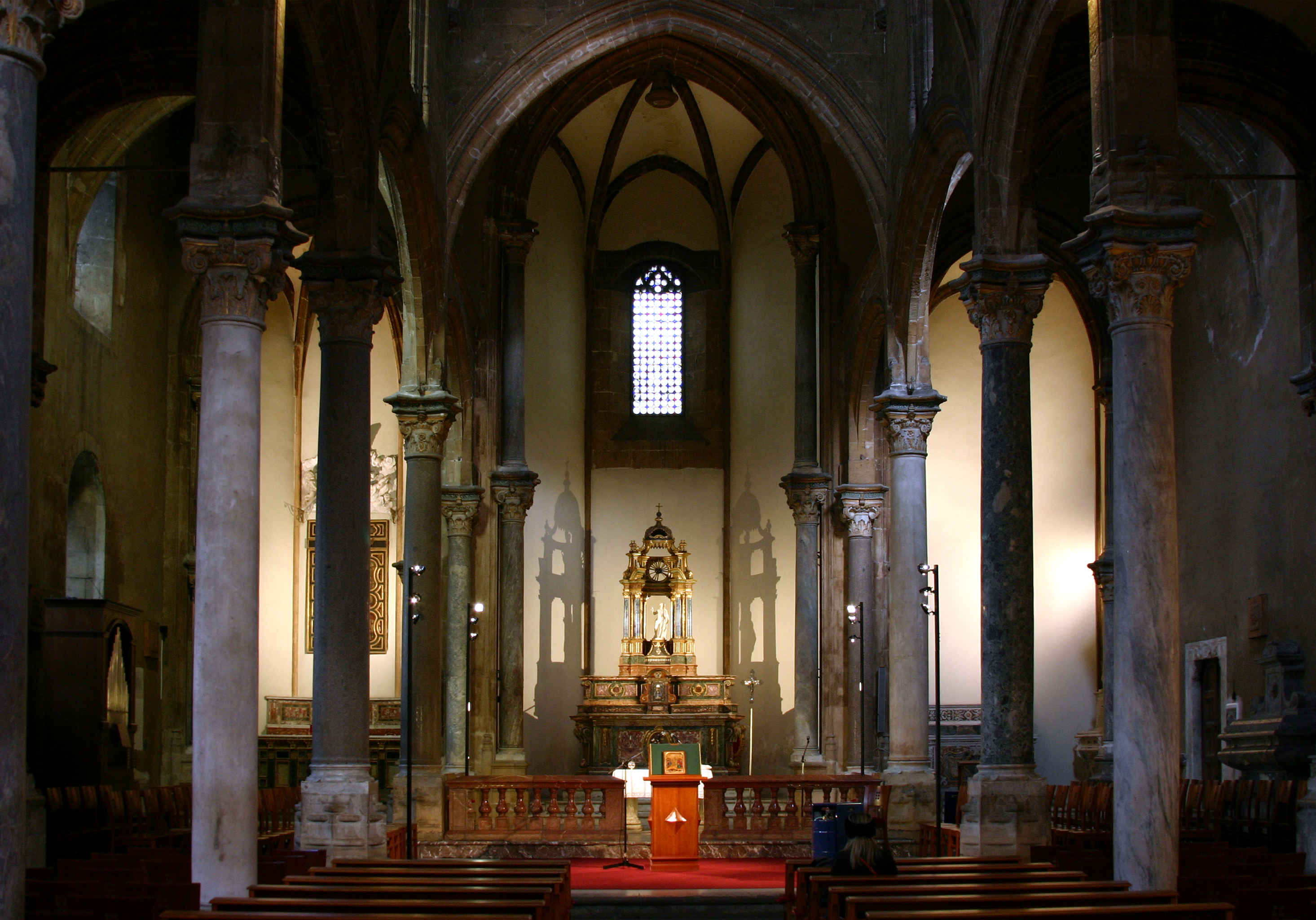
Navata
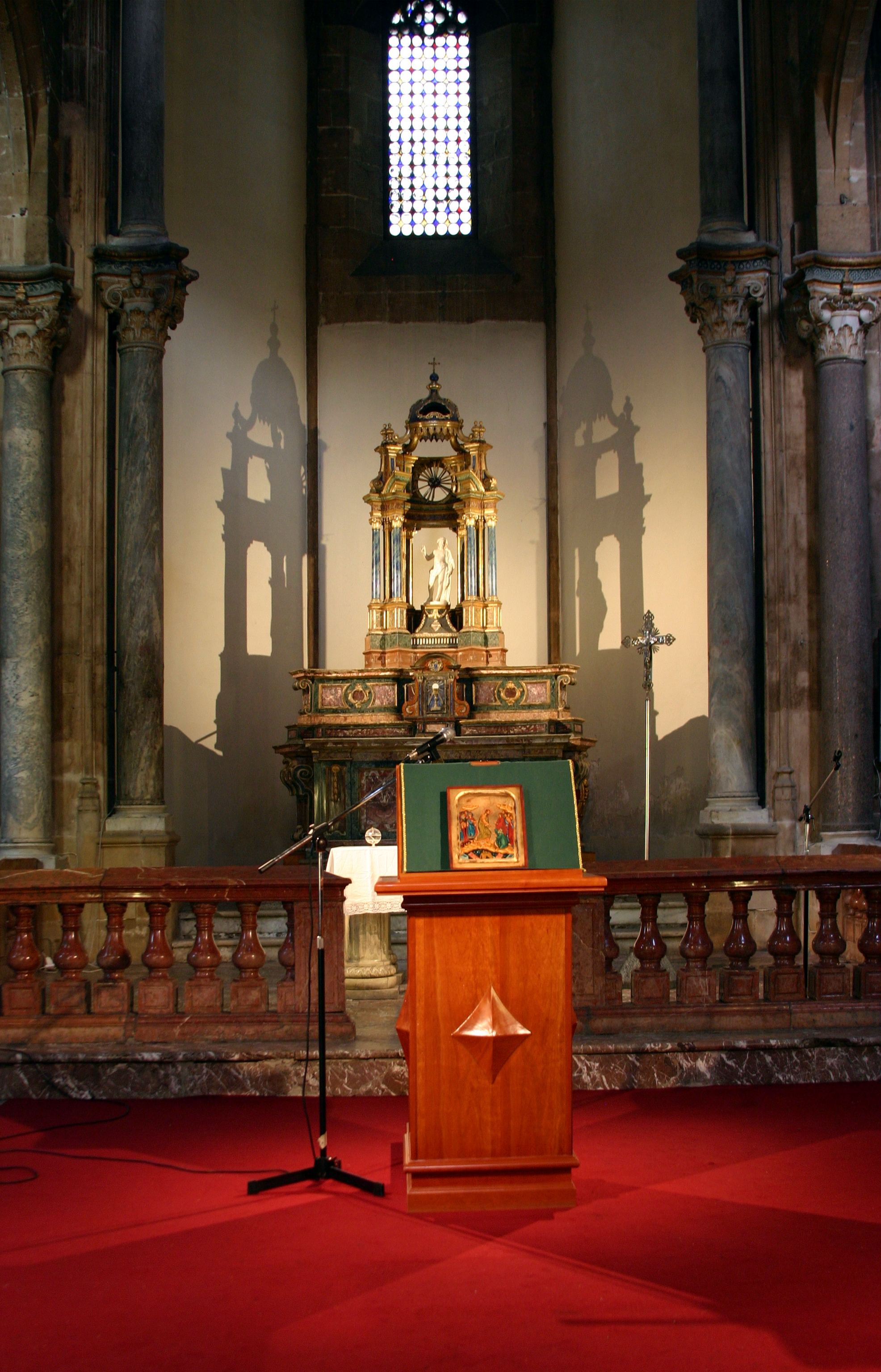
Altare maggiore
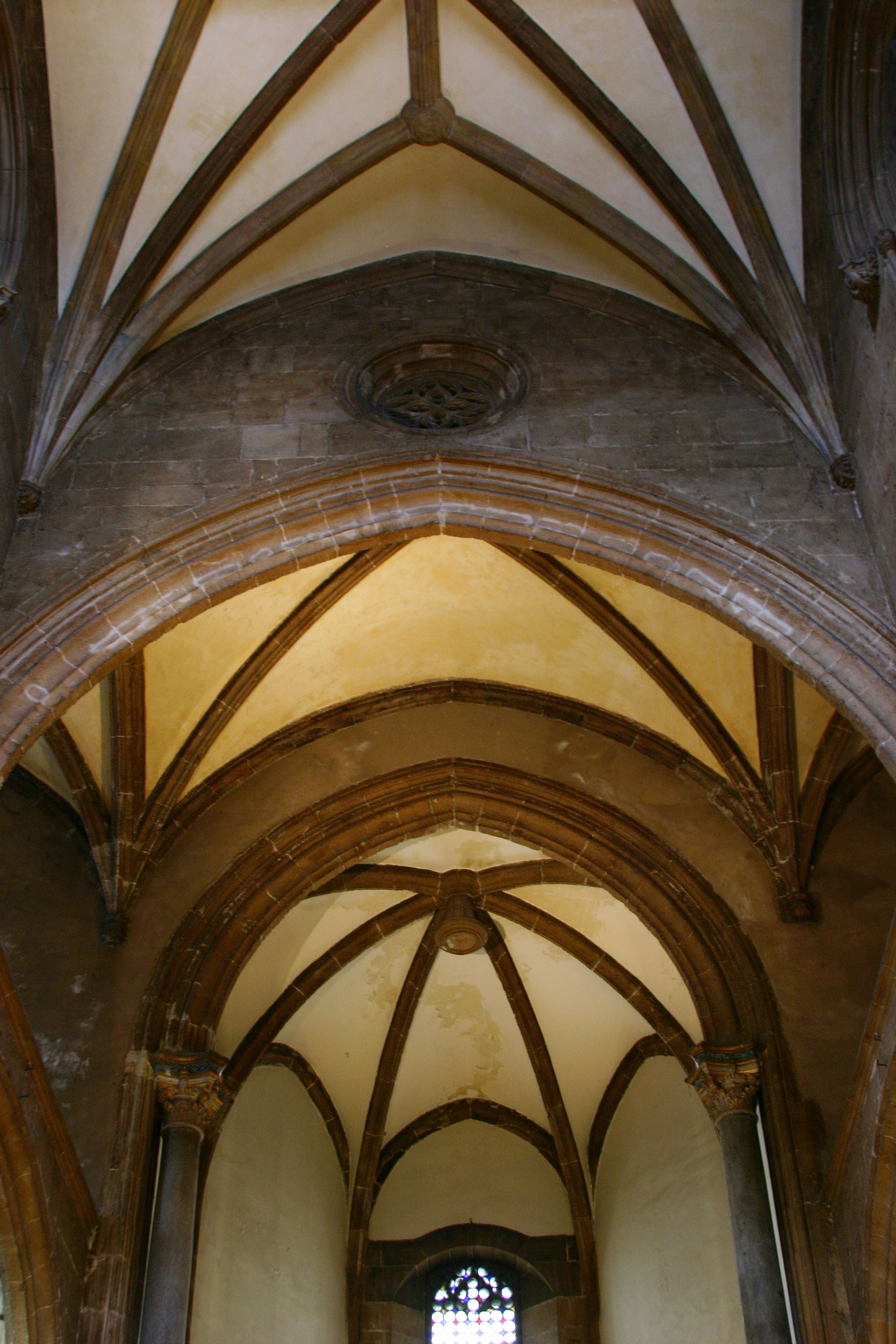
Nervature delle volte